# Aleksej Reunkov
Aleksej Michajlovič Reunkov (in russo Алексей Михайлович Реунков?; 28 gennaio 1984) è un maratoneta russo.

## Palmarès
| Anno | Manifestazione   | Sede     | Evento        | Risultato | Prestazione | Note |
| ---- | ---------------- | -------- | ------------- | --------- | ----------- | ---- |
| 2003 | Europei juniores | Tampere  | 10000 m piani | Argento   | 29'40"80    |      |
| 2009 | Universiadi      | Belgrado | 10000 m piani | 4º        | 28'21"68    |      |
| 2012 | Giochi olimpici  | Londra   | Maratona      | 14º       | 2h13'49"    |      |
| 2014 | Europei          | Zurigo   | Maratona      | Bronzo    | 2h12'15"    |      |
| 2015 | Mondiali         | Pechino  | Maratona      | 17º       | 2h18'12"    |      |

## Altre competizioni internazionali
2010
- 7º in Coppa Europa dei 10000 metri ( Marsiglia) - 28'33"22